# Odda
Odda – norweskie miasto i gmina leżąca w regionie Hordaland. Odda jest 42. norweską gminą pod względem powierzchni.

## Demografia
Według danych z roku 2005 gminę zamieszkuje 7378 osób. Gęstość zaludnienia wynosi 4,48 os./km². Pod względem zaludnienia Odda zajmuje 135. miejsce wśród norweskich gmin.
| ludność stan na 1 stycznia 2005 |         |           |       |
|                                 | kobiety | mężczyźni | razem |
| osób                            | 3627    | 3751      | 7378  |
| %                               | 49,16%  | 50,84%    | 100%  |

| wykształcenie stan na 1 października 2004 |        |         |        |        |
|                                           | podst. | średnie | wyższe | niezn. |
| osób                                      | 1266   | 3604    | 967    | 167    |
| %                                         | 21,09% | 60,03%  | 16,11% | 2,78%  |

## Przemysł
Miasto jest ośrodkiem przemysłowym. Istnieją tu huty aluminium, cynku i kadmu, ma miejsce produkcja kwasu siarkowego i superfosfatów (pobliskie złoża pirytów).

## Edukacja
Według danych z 1 października 2004:
- liczba szkół podstawowych (norw. grunnskolar): 5
- liczba uczniów szkół podst.: 946

## Władze gminy
Według danych na rok 2011 administratorem gminy (norw. rådmann) jest Finn Kristoffersen. Aktualnym burmistrzem (norw. ordfører, d. borgermester) jest Gard Per Arne Folkvord.

## Turystyka
Odda jest punktem wypadowym morskich wycieczek po Sørfjordzie oraz do jego odnogi Folgefonn, gdzie znajduje się lodowiec Folgefonna z najatrakcyjniejszym jęzorem o nazwie Buerbreen.

## Film

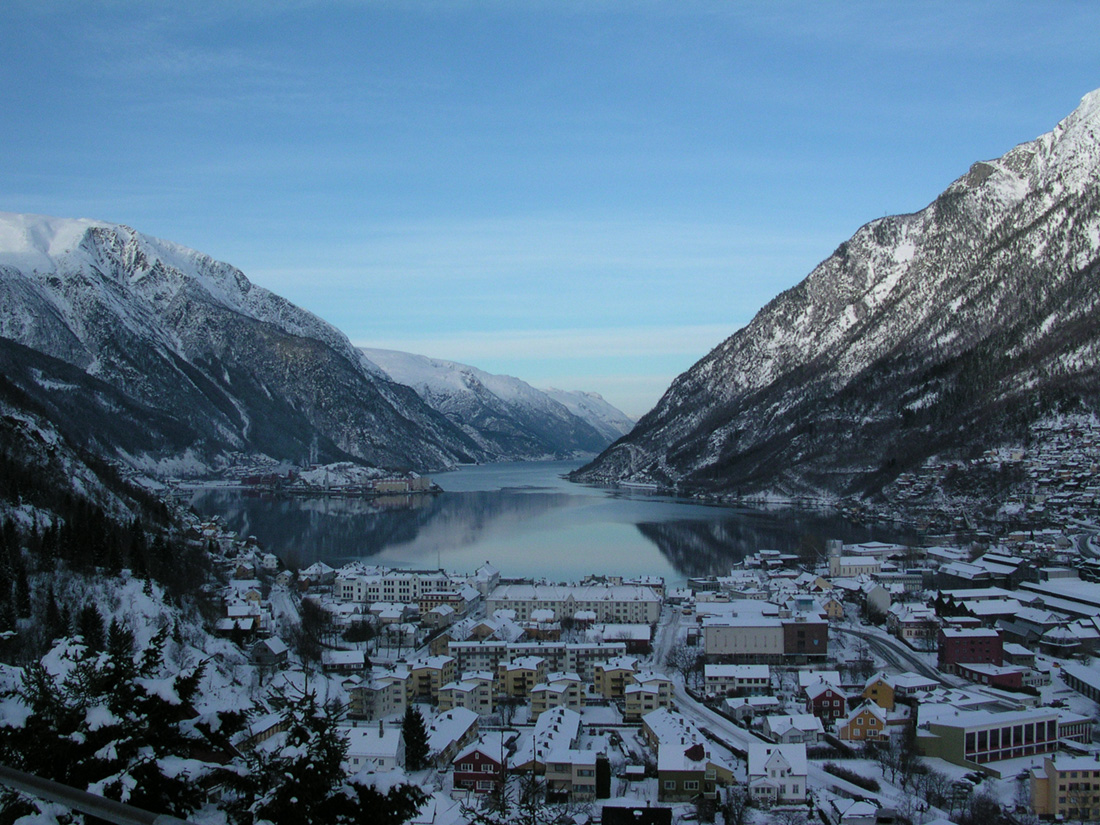
Odda w 2004

Miasto grało fikcyjną miejscowość Edda w norweskim serialu Ragnarok z 2020.